# جئون هی سوک
جئون هی سوک (انگلیسی: Jeon Hee-sook؛ زادهٔ ۱۶ ژوئن ۱۹۸۴) شمشیرباز اهل کره جنوبی است.